# El laberinto del fauno
El laberinto del fauno es una película hispano-mexicana de los géneros drama y fantasía oscura, escrita, producida y dirigida por Guillermo del Toro. Fue distribuida por Warner Bros Pictures España y estrenada el 11 de octubre de 2006 en España, y una semana y media después se estrenó en México. La película fue seleccionada por la Academia Mexicana de Artes y Ciencias Cinematográficas para representar a México en los premios Óscar, en la categoría de Mejor Película de Lengua Extranjera (Best Foreign Language Film). Fue la película de mejores críticas a nivel mundial durante 2006, también la película con más candidaturas a los premios Óscar entre las que no son de habla inglesa. También fue ganadora de 11 premios Ariel, destacado a la de mejor película y director.
Protagonizada por Ivana Baquero, Ariadna Gil, Sergi López, Doug Jones, Maribel Verdú, Álex Angulo en los papeles principales y ganadora de 3 premios Óscar y otros 55 premios cinematográficos más.

## Argumento
La historia inicia con una narración sobre la princesa Moanna, hija del rey del mundo subterráneo, el reino de los seres mágicos e inmortales. Guiada por su curiosidad, la princesa salió a la superficie para ver el mundo humano, al salir la luz del sol la cegó y borró su memoria. Convertida en una mortal, la princesa sufrio una vida dura y murió, pero su padre creía que eventualmente su espíritu renacería, por lo que construyó laberintos alrededor del mundo que fuesen portales a su reino, en preparación para su regreso.
En el norte de España, 1944. Ofelia (Ivana Baquero), una niña de 13 años muy inteligente amante de los cuentos, viaja con su madre Carmen (Ariadna Gil), quien se halla en un avanzado estado de gestación, hacia un antiguo molino, donde se encontrarán con el nuevo padrastro de Ofelia, el capitán de la Policía Armada Vidal (Sergi López), encargado de eliminar los últimos indicios de la guerrilla republicana escondida en los montes después de la guerra civil. En el camino, Ofelia se topa con un insecto extraño con forma de mantis, que la sigue.
Al llegar al campamento, Ofelia conoce al capitán y se hace visible que es un hombre desagradable. En este campamento, localizado al lado de un molino, Ofelia conoce a Mercedes (Maribel Verdú), una de las trabajadoras en este lugar, quien, junto con el doctor Ferreiro (Álex Angulo), suministra a escondidas medicinas y alimentos a los rebeldes de las montañas. Al lado del molino se hallan las ruinas de un viejo y extraño laberinto que intriga a Ofelia. Durante la primera noche, el extraño insecto visita a Ofelia revelándose como un hada y la guía hacia el laberinto. Allí, se encuentra con una estatua y un fauno (Doug Jones), que le revela un gran secreto. El fauno le dice que ella es en realidad una princesa y que su padre la busca desesperadamente. Para poder regresar, Ofelia debe pasar tres pruebas y demostrar que su esencia está intacta. El fauno le da un libro en blanco que le permitirá terminar las pruebas; con este libro, el fauno también le da tres piedras de ámbar para su primera misión. Esa noche, Ofelia ve a Mercedes pedirle medicinas al doctor Ferreiro para curar la pierna de uno de los integrantes de la partida guerrillera. Poco antes, Vidal asesina a un cazador y a su hijo cuando se quejaban de una requisa que hizo sospechar al capitán que eran guerrilleros, aunque solo estaban cazando conejos en las montañas.
La primera prueba se lleva a cabo al siguiente día. Consiste en entrar en una cueva situada en las raíces de un árbol moribundo y encontrar a un sapo que está matando a la planta lentamente. Después de encontrarlo, debería darle de comer las tres piedras y extraer una llave dorada de su vientre. Ofelia completa esta tarea, pero al hacerlo, arruina el vestido que le hizo su madre para la cena de esa noche. Esto decepciona a su madre, quien castiga a Ofelia impidiéndole cenar. Durante la cena, los comensales comentan a Carmen que el padre de Vidal es un héroe admirado por todos ya que al momento de morir en el campo de batalla dio un discurso dedicado a su hijo y pidió que le entregaran su reloj para que lo recordase.
Al siguiente día, Ofelia abre el libro para saber de su nueva tarea, pero en vez de revelársela, el libro se llena de sangre. Carmen grita de dolor en la habitación y Ofelia se apresura a entrar. Allí se encuentra a su madre sangrando terriblemente. Llama al doctor inmediatamente, que seda a Carmen y le prescribe reposo absoluto. Ofelia es trasladada desde la habitación de su madre a otra habitación para que Carmen pueda descansar. Esa misma noche el fauno aparece en la habitación de Ofelia preguntándole por qué no ha cumplido la segunda tarea, Ofelia le explica al fauno sus razones y este le regala una raíz de mandrágora; Ofelia debe ponerla en un cuenco de leche, alimentarla con dos gotas de su propia sangre cada día y situarla debajo de la cama de su madre para hacerla sentir mejor. Así lo hace Ofelia al siguiente día. Antes de marcharse, el fauno advierte a Ofelia que su misión será muy peligrosa y le entrega un estuche que alberga tres hadas mágicas que la ayudarán en su misión. Le da, además, un pedazo de tiza (para abrir una puerta) y un reloj de arena para contar el tiempo exacto que debe durar su misión. El fauno le indica que no debe comer nada en el lugar de su misión porque allí habita un ser que no es humano. 
Al llegar la noche, Mercedes y el doctor Ferreiro suben a escondidas al escondite de los guerrilleros, para a un herido. Allí se revela que el líder guerrillero, Pedro, es hermano de Mercedes, quien teme que su hermana sea descubierta por el capitán, pero se mantiene firme en seguir en su papel, especialmente porque ha desarrollado un fuerte cariño por Ofelia y teme dejarla sola. El guerrillero herido, francés, tiene una herida muy grave en la pierna, que se le ha gangrenado. El doctor Ferreiro, sin más anestesia que aguardiente, tiene que amputarle la pierna. 
Esa misma noche, Ofelia se dispone a cumplir su segunda misión. Dibuja una puerta en la pared con la tiza. Al abrir esta puerta, ve otra habitación muy extraña. Antes de descolgarse a la habitación, gira el reloj de arena (debe regresar antes de que la arena del reloj terminase de caer) y libera a las hadas, quienes la dirigen hacia unas pequeñas puertas en la pared, como cajas fuertes. En esta habitación también hay una gran mesa llena de apetitosa comida de muchas clases y, sentado, se encontraba un monstruo sin ojos (el Hombre Pálido, también interpretado por Doug Jones). En las paredes se hallan pinturas de este monstruo matando y comiendo niños pequeños. A un lado, hay una pila de zapatos de niños que sugiere un destino terrible. Ofelia utiliza la llave que obtuvo del vientre del sapo para abrir una de las tres puertas en la pared. Decide abrir la puerta de la izquierda a pesar de que las hadas le indicaron que abriese la que se encuentra en el medio. De esta saca una daga. Al dirigirse a la salida, Ofelia no puede resistir la tentación de comer dos uvas, sin tener en cuenta la advertencia que el fauno le había hecho previamente ni prestando atención a las advertencias de las hadas en ese momento. Esto causa que el Hombre Pálido se despierte y, con sus ojos ocultos en las palmas de sus manos, se disponga a atacar a Ofelia. Las hadas se apresuran a defenderla, pero el monstruo captura a dos de ellas y les da muerte arrancándoles la cabeza con la boca antes de comérselas. Ofelia se apresura a la salida, pero su tiempo se agota antes de llegar y la puerta se cierra frente a ella. Asustada, logra crear otra puerta en el techo y escapar con una sola hada instantes antes de que el monstruo la alcance. 
Después de atender a su madre al día siguiente, Ofelia se entera (al escuchar una conversación entre el capitán y el doctor) de que la vida de su madre no significa nada para el capitán, al que solo le preocupa su hijo nonato para así demostrar que es igual o mejor que su padre. Mientras tanto, el capitán Vidal se encamina a las montañas para atacar a los rebeldes. Allí encuentra una fogata apagada y, entre sus rescoldos, las medicinas que el doctor le dio a Mercedes. Al parecer, los guerrilleros habían tenido que huir y se vieron obligados a abandonar las medicinas y un billete de lotería.
La mañana siguiente se desata un tiroteo en las montañas, y la mayor parte de los guerrilleros muere en el enfrentamiento, pero el capitán captura a uno de los rebeldes malherido para torturarlo dándose cuenta después de que es tartamudo. El capitán le da la oportunidad de irse si cuenta hasta tres sin tartamudear, pero el rebelde no lo logra y es brutalmente torturado por el capitán.
Por la noche, el fauno visita a Ofelia para saber el resultado de la segunda misión. Con lágrimas en los ojos, Ofelia empieza a explicar que tuvo un accidente, pero antes de que pueda continuar, el hada que sobrevivió a esta travesía se apresura a contarle al fauno lo sucedido. El fauno, furioso, le dice a Ofelia que cometió un error y que no es la elegida. Al desobedecer las reglas, Ofelia agotó sus posibilidades de volver a su reino junto a sus padres y debería seguir viviendo como humana. El fauno desaparece en las sombras y deja a Ofelia llorando. 
Al día siguiente, Vidal le pide al doctor que ayude al prisionero torturado, quien pide al doctor que termine su sufrimiento y lo mate. El doctor se lo concede. Al mismo tiempo, Vidal obtiene una muestra de medicina del maletín del doctor, que compara con la medicina encontrada en las montañas. Vidal, ahora enfurecido por la traición del doctor y por su desobediencia, saca una pistola y termina con la vida de Ferreiro. 
Mientras Ofelia alimenta la mandrágora, que alivia el dolor de su madre, el capitán la sorprende y grita enfurecido al darse cuenta de lo que estaba debajo de la cama. Carmen despierta y pide hablar con Ofelia a solas. Le explica que la vida es dura y que la magia no existe. Carmen lanza la mandrágora a la chimenea encendida, donde se retuerce con un agudo chillido, hasta morir. Al instante, Carmen se encuentra sangrando en el suelo. Llaman al encargado del botiquín del puesto, pero Carmen muere durante el parto. La única preocupación de Vidal es su hijo, que se encuentra bien. Después de esto, los rebeldes atacan un tren y lo hacen descarrilar. Vidal se dirige al paraje al instante, pero tan pronto como llega se da cuenta de que todo era una trampa para atacar el campamento y apropiarse de los alimentos destinados al pueblo que Vidal guardaba en una bodega bajo llave a fin de impedir que los campesinos ayudasen a los guerrilleros. Esto le hace sospechar de Mercedes, pues el candado de la bodega no estaba forzado y ella le había asegurado que la llave que le dio al capitán era la única. 
Mercedes decide huir con Ofelia, quien le ruega incesantemente que la lleve con ella. No logran llegar muy lejos cuando Vidal las atrapa. Encierra a Ofelia en su habitación y lleva a Mercedes a la bodega para torturarla. Cuando Mercedes se encuentra atada en la bodega y a solas con el capitán, saca un cuchillo de mondar patatas que tenía oculto en el delantal, se libera y ataca al capitán. Mercedes le causa dos heridas superficiales en pecho y espalda y un corte en la mejilla, desde la boca. Sale de la bodega y se dirige a las montañas, donde los rebeldes, entre ellos su hermano Pedro, la salvan de los hombres de Vidal, que la habían acorralado. Entretanto, Ofelia es visitada por el fauno una vez más en su habitación. Se abraza a él y este le ofrece una segunda oportunidad con la condición de que ella haga todo lo que le diga sin hacer preguntas. Ofelia acepta y el fauno le pide que lleve con ella a su hermano recién nacido al laberinto. Ella obedece, se escapa con la tiza mágica de su habitación y echa láudano en la bebida del capitán para dormirle (el doctor Ferreiro le había prescrito láudano a la madre de Ofelia para que pudiese dormir por las noches y Ofelia se había apropiado del frasco tras su muerte).
Ofelia sale con el bebé en brazos, pero Vidal la descubre y, aunque débil y atontado, la sigue. Al mismo tiempo, los guerrilleros atacan el campamento. Ofelia lleva al niño hasta el laberinto, donde se encuentra con el fauno. Este le pide al niño y le dice que para abrir el portal a su reino se debe derramar sangre inocente. Ofelia rehúsa hacerle daño a su hermano a pesar de las constantes demandas del fauno. Este, muy molesto, da un paso hacia atrás y le dice que haga lo que quiera. En ese momento llega Vidal, que no puede ver al fauno, le quita a Ofelia al bebé de las manos, le dispara y la deja sangrando en el suelo, a la entrada del pozo que da acceso al mundo del fauno. 
Al salir del laberinto, los guerrilleros, con Pedro al frente y Mercedes a su lado, están esperando a Vidal. Al verse derrotado, Vidal les entrega voluntariamente el niño e intenta imitar el discurso de su padre señalando lo que deben decirle a su hijo sobre él y su valentía, pero Mercedes le impide continuar y se señala que "él no sabrá ni tu nombre", antes que Pedro lo ejecute de un disparo en el rostro. Los rebeldes entran en el laberinto y encuentran a Ofelia en el suelo moribunda sin poder ayudarla y tras algunos instantes muere en brazos de una destrozada Mercedes. 
De pronto Ofelia se ve de pie en medio del salón del trono del reino subterráneo en presencia de los reyes. El rey dice que la última prueba realmente consistía en estar dispuesto a derramar la propia sangre antes que la de un inocente, siendo felicitada por el Fauno por haber elegido bien. Ofelia es reconocida como la princesa Moanna y admitida a vivir eternamente en su palacio. 
El narrador entonces dice que reinó con justicia por muchos siglos y que fue amada por todos sus súbditos. Dice también que todo indicio de su existencia en este mundo fue borrado, con excepción de los pequeños detalles (una flor blanca retoña sobre el árbol antes moribundo) visibles solo para aquellos que saben dónde mirar.

## Comentarios
Guillermo del Toro se inspiró en la película Sleepy Hollow (1999) y los cuentos de los hermanos Grimm para escribirla y dirigirla. Fue la película rodada en español más taquillera de la historia, hasta que No se aceptan devoluciones (2013) le arrebató el título. Fue estrenada en España el 11 de octubre de 2006, en México el 20 de octubre, y el 29 de diciembre fue el estreno general en los Estados Unidos.
Guillermo del Toro al ser cuestionado sobre si el mundo de Ofelia era fantasía o realidad ha declarado: Para mí, por supuesto… realidad.
El "Hombre Pálido" de ojos en las manos es una referencia al monstruo mitológico japonés Tenome (un nombre que significa "ojos de mano").
La película fue rodada en los pinares de San Rafael, localidad de la provincia de Segovia (España), entre julio y septiembre de 2005. Ese mismo año, la finalización del rodaje de la película coincidió con las Fiestas Patronales de San Rafael, donde Guillermo del Toro fue pregonero de dichas fiestas. Otros exteriores fueron grabados en las ruinas del pueblo viejo de Belchite.
Entre los festivales internacionales en los que se ha exhibido la película figuran el Festival Internacional de Cine de Cannes, donde se estrenó, el Festival de cine fantástico de Sitges, el festival Buenos Aires Rojo Sangre y el Festival de cine de Toronto.
La película fue elegida como candidata oficial de México al Premio Óscar en la categoría de Mejor película en lengua no inglesa. Esto fue posible gracias a que España, que tenía derecho preferente a presentarla, no lo hizo, presentando otra película.
Este filme ocupa el lugar 23 dentro de la lista de las 100 mejores películas mexicanas, según la opinión de 27 críticos y especialistas del cine en México, publicada por el portal Sector Cine en junio de 2020.

## Reparto
- Sergi López - Capitán Vidal
- Ivana Baquero - Ofelia
- Álex Angulo - Doctor Ferreiro
- Maribel Verdú - Mercedes
- Ariadna Gil - Carmen de Vidal

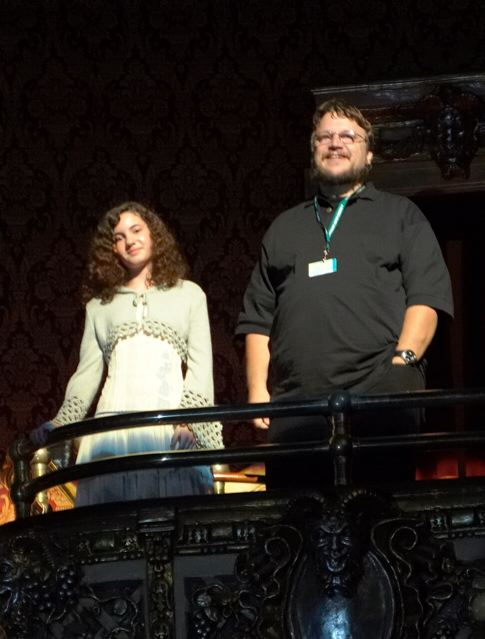
La actriz Ivana Baquero y Guillermo del Toro en el teatro Elgin de Toronto.

- Doug Jones - Fauno y el hombre pálido
- Manolo Solo - Garcés
- César Vea - Serrano
- Roger Casamajor - Pedro
- Iván Massagué - El tarta
- Gonzalo Uriarte - Francés
- Eusebio Lázaro - Padre
- Paco Vidal - Sacerdote
- Federico Luppi - Rey
- Juanjo Cucalón - Alcalde
- Lina Mira - Esposa del alcalde
- Sebastián Haro - Capitán Guardia Civil
- Mila Espiga - Esposa del doctor
- Pepa Pedroche - Conchita
- María Jesús Gato - Jacinta
- Ana Sáez - Paz
- Chani Martín - Trigo
- Fernando Albizu - Maquinista
- José Luis Torrijosemberg - Sargento Bayona
- Pablo Adán - Narrador/Voz fauno

## Premios
Premios Óscar
| Año  | Categoría                 | Película                         | Resultado |
| ---- | ------------------------- | -------------------------------- | --------- |
| 2007 | Mejor película extranjera | Guillermo del Toro               | Candidato |
| 2007 | Mejor guion original      | Guillermo del Toro               | Candidato |
| 2007 | Mejor banda sonora        | Javier Navarrete                 | Candidato |
| 2007 | Mejor fotografía          | Guillermo Navarro                | Ganador   |
| 2007 | Mejor dirección artística | Eugenio Caballero Pilar Revuelta | Ganador   |
| 2007 | Mejor maquillaje          | David Martí Montse Ribé          | Ganador   |

Premios BAFTA
| Año  | Categoría                          | Película                                  | Resultado  |
| ---- | ---------------------------------- | ----------------------------------------- | ---------- |
| 2006 | Mejor película de habla no inglesa | Mejor película de habla no inglesa        | Ganador    |
| 2006 | Mejor guion original               | Guillermo del Toro                        | Candidato  |
| 2006 | Mejor fotografía                   | Guillermo Navarro                         | Candidato  |
| 2006 | Mejor diseño de producción         | Eugenio Caballero                         | Candidato  |
| 2006 | BAFTA al mejor diseño de vestuario | Lala Huete Rocío Redondo                  | Ganadores  |
| 2006 | Mejor maquillaje y peluquería      | José Quetglas Blanca Sánchez              | Ganadores  |
| 2006 | Mejor sonido                       | Miguel Polo Martín Hernández Jaime Baksht | Candidatos |
| 2006 | Mejores efectos visuales           | Everett Burrell                           | Candidata  |

Premios Goya 2006
| Categoría                     | Persona                                                                           | Resultado |
| ----------------------------- | --------------------------------------------------------------------------------- | --------- |
| Mejor película                | Mejor película                                                                    | Candidato |
| Mejor director                | Guillermo del Toro                                                                | Candidato |
| Mejor actor                   | Sergi López                                                                       | Candidato |
| Mejor actriz                  | Maribel Verdú                                                                     | Candidato |
| Mejor actriz revelación       | Ivana Baquero                                                                     | Ganador   |
| Mejor guion original          | Guillermo del Toro                                                                | Ganador   |
| Mejor fotografía              | Guillermo Navarro                                                                 | Ganador   |
| Mejor montaje                 | Bernat Vilaplana                                                                  | Ganador   |
| Mejor dirección artística     | Eugenio Caballero                                                                 | Candidato |
| Mejor música original         | Javier Navarrete                                                                  | Candidato |
| Mejor sonido                  | Miguel Polo Martín Hernández                                                      | Ganador   |
| Mejor maquillaje y peluquería | José Quetglas Blanca Sánchez                                                      | Ganadores |
| Mejores efectos especiales    | David Martí Montse Ribé Reyes Abades Everett Burrell Edward Irastorza Emilio Ruiz | Ganador   |

Premios Ariel 2006
| Categoría                | Persona                                               | Resultado |
| ------------------------ | ----------------------------------------------------- | --------- |
| Mejor Película           |                                                       | Ganador   |
| Mejor Dirección          | Guillermo del Toro                                    | Ganador   |
| Mejor Actriz             | Maribel Verdú                                         | Ganador   |
| Mejor Actor de Reparto   | Álex Angulo                                           | Candidato |
| Mejor Edición            | Bernat Vilaplana                                      | Ganador   |
| Fotografía               | Guillermo Navarro                                     | Ganador   |
| Mejor Dirección de Arte  | Eugenio Caballero                                     | Ganador   |
| Mejor Vestuario          | Lala Huete                                            | Ganador   |
| Mejor Maquillaje         | José Quetglas y Blanca Sánchez Torres                 | Ganador   |
| Mejores Efectos Visuales | Ángel Alonso, David Martí, Montse Ribé y Reyes Abades | Ganador   |
| Mejor Música Original    | Javier Navarrete                                      | Ganador   |
| Mejor Sonido             | Jaime Baksht, Martín Hernández y Miguel Polo          | Candidata |

62.ª edición de las Medallas del Círculo de Escritores Cinematográficos
| Categoría            | Receptor(es)       | Resultado |
| -------------------- | ------------------ | --------- |
| Mejor película       | Mejor película     | Nominada  |
| Mejor director       | Guillermo del Toro | Nominado  |
| Mejor actriz         | Maribel Verdú      | Nominada  |
| Mejor actor          | Sergi López        | Nominado  |
| Mejor guion original | Guillermo del Toro | Nominado  |
| Mejor fotografía     | Guillermo Navarro  | Ganador   |
| Mejor montaje        | Bernat Vilaplana   | Ganador   |
| Mejor música         | Javier Navarrete   | Nominado  |
| Premio revelación    | Ivana Baquero      | Nominada  |

51.ª edición de los Premios Sant Jordi
| Categoría               | Resultado |
| ----------------------- | --------- |
| Mejor película española | Ganadora  |

Globos de Oro
| Año  | Categoría                           | Película           | Resultado |
| ---- | ----------------------------------- | ------------------ | --------- |
| 2007 | Mejor película en lengua no inglesa | Guillermo del Toro | Candidato |

### Distinciones
| Publicación | País | Premio                                          | Año  | Puesto |
| ----------- | ---- | ----------------------------------------------- | ---- | ------ |
| Empire      | EUA  | Las 100 mejores películas del cine mundial      | 2010 | 5      |
| Empire      | EUA  | Las 500 mejores películas de todos los tiempos  | 2008 | 132    |
| Metacritic  | EUA  | Las películas con mejores críticas de la década | 2011 | 11     |

## Banda sonora
| El laberinto del fauno: Banda sonora original |                                                                     |          |  |
| N.º                                           | Título                                                              | Duración |  |
| 1.                                            | «Long, Long Time Ago» (Hace mucho, mucho tiempo)                    | 2:14     |  |
| 2.                                            | «The Labyrinth» (El laberinto)                                      | 4:07     |  |
| 3.                                            | «Rose, Dragon» (La rosa y el dragón)                                | 3:36     |  |
| 4.                                            | «The Fairy and the Labyrinth» (El hada y el laberinto)              | 3:36     |  |
| 5.                                            | «Three Trials» (Las tres pruebas)                                   | 2:06     |  |
| 6.                                            | «The Moribund Tree and the Toad» (El árbol que muere y el sapo)     | 7:12     |  |
| 7.                                            | «Guerrilleros» (Guerrilleros)                                       | 2:06     |  |
| 8.                                            | «A Book of Blood» (El libro de sangre)                              | 3:47     |  |
| 9.                                            | «Mercedes Lullaby» (Canción de cuna de Mercedes)                    | 1:39     |  |
| 10.                                           | «The Refuge» (El refugio)                                           | 1:32     |  |
| 11.                                           | «Not Human» (El que no es humano)                                   | 5:55     |  |
| 12.                                           | «The River» (El río)                                                | 2:50     |  |
| 13.                                           | «A Tale» (Un cuento)                                                | 1:53     |  |
| 14.                                           | «Deep Forest» (Bosque profundo)                                     | 5:48     |  |
| 15.                                           | «Waltz of the Mandrake» (Vals de la mandrágora)                     | 3:42     |  |
| 16.                                           | «The Funeral» (El funeral)                                          | 2:45     |  |
| 17.                                           | «Mercedes» (Mercedes)                                               | 5:37     |  |
| 18.                                           | «Pan and the Full Moon» (La luna llena y el fauno)                  | 5:08     |  |
| 19.                                           | «Ofelia» (Ofelia)                                                   | 2:19     |  |
| 20.                                           | «A Princess» (Una princesa)                                         | 4:03     |  |
| 21.                                           | «Pan's Labyrinth Lullaby» (Canción de cuna del laberinto del fauno) | 1:47     |  |

## Emisión internacional
Fue estrenada en Telecinco el 5 de enero de 2010. La película fue coproducida por dicha cadena de televisión.